# Danny Kladis
Daniel Peter Kladis, detto Danny o anche Dan (Crystal City, 10 febbraio 1917 – Joliet, 26 aprile 2009), è stato un pilota automobilistico statunitense.

## Biografia
Iscritto in otto occasioni alla 500 Miglia di Indianapolis riuscì a qualificarsi solamente nelle edizioni 1946 e 1954. Tra il 1950 e il 1960 la 500 Miglia faceva parte del Campionato Mondiale, per questo motivo Kladis ha all'attivo anche un Gran Premio in Formula 1. Kladis muore nel 2009 ed è stato sepolto nel cimitero di Calumet Park a Merrillville, Indiana.

## Risultati in Formula 1
| 1950 | Scuderia            | Vettura       |  |  |    |  |  |  |  |  |  | Punti | Pos. |
| ---- | ------------------- | ------------- |  |  | -- |  |  |  |  |  |  | ----- | ---- |
| 1950 | Federal Engineering | Maserati 8CTF |  |  | NQ |  |  |  |  |  |  | 0     |      |

| 1952 | Scuderia           | Vettura |  |    |  |  |  |  |  |  |  | Punti | Pos. |
| ---- | ------------------ | ------- |  | -- |  |  |  |  |  |  |  | ----- | ---- |
| 1952 | Tuffanelli-Derrico | Deidt   |  | NQ |  |  |  |  |  |  |  | 0     |      |

| 1954 | Scuderia                     | Vettura |  |     |  |  |  |  |  |  |  | Punti | Pos. |
| ---- | ---------------------------- | ------- |  | --- |  |  |  |  |  |  |  | ----- | ---- |
| 1954 | Advance Muffler/Bruce Bromme | Bromme  |  | Rit |  |  |  |  |  |  |  | 0     |      |

| 1955 | Scuderia  | Vettura           |  |  |    |  |  |  |  |  |  | Punti | Pos. |
| ---- | --------- | ----------------- |  |  | -- |  |  |  |  |  |  | ----- | ---- |
| 1955 | Roy McKay | Kurtis Kraft 3000 |  |  | NQ |  |  |  |  |  |  | 0     |      |

| 1957 | Scuderia           | Vettura       |  |  |    |  |  |  |  |  |  | Punti | Pos. |
| ---- | ------------------ | ------------- |  |  | -- |  |  |  |  |  |  | ----- | ---- |
| 1957 | Morgan Engineering | Maserati 8CTF |  |  | NQ |  |  |  |  |  |  | 0     |      |

| Legenda | 1º posto     | 2º posto | 3º posto    | A punti         | Senza punti/Non class.  | Grassetto – Pole position Corsivo – Giro più veloce |
| Legenda | Squalificato | Ritirato | Non partito | Non qualificato | Solo prove/Terzo pilota | Grassetto – Pole position Corsivo – Giro più veloce |